# Noam Nisan
Noam Nisan (, 20 de junho de 1961) é um cientista da computação israelense. É professor da Universidade Hebraica de Jerusalém.
Nisan obteve em 1984 o grau de bacharel summa cum laude na Universidade Hebraica de Jerusalém, obtendo um doutorado em 1988 na Universidade da Califórnia em Berkeley, orientado por Richard Karp, com a tese Complexity of Pseudonumber Generation. É desde 1990 professor da Universidade Hebraica de Jerusalém.
Recebeu o Prêmio Knuth de 2016, o Prêmio Gödel de 2012 com Amir Ronen..
Foi palestrante convidado do Congresso Internacional de Matemáticos em Zurique (1994: Pseudorandom generators for derandomization of algorithms).

## Obras
- Using Hard Problems to Create Pseudorandom Generators, MIT Press *mit Eyal Kushilevitz Communication Complexity, Cambridge University Press, 1997
- Editor com Éva Tardos, Tim Roughgarden, Vijay Vazirani: Algorithmic Game Theory, Cambridge University Press, 2007
- com Avi Wigderson Hardness vs randomness, J. Comput. Syst. Sci. 49, 1994, 149–167
- com Carsten Lund, Lance Fortnow, Howard Karloff Algebraic methods for interactive proof systems, J. ACM 39, 1992, 859–868
- Bidding and allocation in combinatorial auctions, Proceedings of the 2nd ACM Conference on Electronic Commerce (EC '00), 2000, p. 1–12